# 基督社區
基督社區（英文：Community of Christ），先前稱之為重組後的耶穌基督後期聖徒教會（英文：Reorganized Church of Jesus Christ of Latter Day Saints、英文簡稱：RLDS）是一個為世人所知追求和平的基督信仰的宗派。它據稱在全世界50個國家有25萬信眾。在它獨特的神學和不同地處理基督信仰的方式下，它鼓勵會友們「選擇你自己的神學」。它有鬆散地基於「校定後的共通經文日課）」的大量非禮文式的傳統。從它在美國密蘇里州獨立城的總部，它特別專注於基督徒宣教、和平與公義的事工、屬靈和完全、青年事工以及外展事工。教會的教導強調「所有人都被呼召」、「有價值的個人」以及「分享基督的和平」。

## 簡介
基督社區是由它的 First Presidency （總會會長團）（由總會會長－先知以及兩位副會長）領導，該教會的事工則是由它的 Council of the Twelve Apostles （十二使徒議會）監督，而俗世需求則由 Presiding Bishopric （總主教團）來監督。這些定額組的集合稱作 World Church Leadership Council （世界教會領導議會）。其他的主要領導職位包括 Presiding Evangelist（總福傳員）、Senior President of the Presidents of Seventy （總會七十員高級會長）和 President of the High Priests Quorum（大祭司定額組會長）。在每兩年舉行一次的 World Conference（世界大會）中，該教會從全世界各地來的代表與這些領袖們會面，討論並投票決定教會事務。
基督社區先前被稱為重組後的耶穌基督後期聖徒教會，於1860年在美國伊利諾州 Amboy 組織。基督社區的歷史起源於復原運動和後期聖徒運動。現在的基督社區視1830年至1844年這段期間是它的早期歷史的一部分，而1844年到1860年這段期間是一段散亂無章的時期。基督社區的教義和常例從1844年後與其他有相同早期歷史的後期聖徒運動的宗派們各自獨立演變。在過去數十年間，該教會朝向更大的包容性移動，並強調它是一個主張和平及公義的教會。這些改變包括了容許女性擁有聖職權柄、開放聖餐、以及在2001年4月將教會名稱從重組後的耶穌基督後期聖徒教會改為基督社區。
教會擁有兩間聖殿，分別是於1836年於美國俄亥俄州柯特兰（嘉德蘭）獻殿的嘉德蘭聖殿和在密蘇里州独立城現在教會總部的獨立城聖殿。教會贊助格里斯兰大学，該大學在愛荷華州莱芒尼和密蘇里州獨立城都有校園。該校也是基督社區神學院的所在地。教會也擁有並且運作一些後期聖徒運動的歷史古蹟據點，包括了密蘇里州 Far West（遠西城）、愛荷華州莱芒尼、伊利諾州 Plano 和伊利諾州 Nauvoo（納府）。 The Auditorium in Independence, Missouri, houses the Children's Peace Pavilion and is the site of the major legislative assembly of Community of Christ, known as World Conference（世界大會）.
該教會在下列國家地區有正式組織：阿根廷、澳大利亞、比利時、玻利維亞、巴西、英倫群島、保加利亞、加拿大、智利、哥倫比亞、剛果、多明尼加共和國、萨尔瓦多、斐濟、法國、法屬波里尼西亞、德國、Grand Cayman、關島、瓜地馬拉、海地、宏度拉斯、匈牙利、印度、象牙海岸、雅買加、日本、肯亞、南韓、利比亞、马拉维、墨西哥、荷蘭、New Caledonia、紐西蘭，奈及利亞、挪威、新幾內亞、祕魯、菲律賓、俄國、南非、斯里蘭卡、瑞士、台灣、烏克蘭、美國、委内瑞拉和Zambia。 In 1993, there were about 4,000 members (or 2% of the population) in French Polynesia due to missionary efforts there dating back to 1844.
一些評估指稱超過半數教會會友使用非英語的母語。在2005年11月世界教會領導議會宣佈一項活動，稱做「Words for the World（給世界的話語）」，旨在幫助翻譯教會材料成為其他語言，並創造適應當地文化的資源。從基督社區來的報導說,該計劃在支持製作法語、西班牙語、葡萄牙語、俄語、Telugu 語、Kwi 語、Soura 語、大溪地語、Chewa 語、Chibemba 語、Efik 語、Lingala 語和 Swahili 語的資料。

## 註腳
1. ↑  耶穌基督後期聖徒教會曾對於.   [2019-07-04]. （原始内容存档于2020-09-17） （英语）.翻譯為.   [2019-07-03]. （原始内容存档于2020-09-17） （中文）.，2001年更名為Community of Christ後，則翻譯為基督社區。
2. ↑  Community of Christ History （页面存档备份，存于）, webpage, retrieved June 17, 2006
3. ↑  History of the CofC Church （页面存档备份，存于） religioustolerance.org webpage, retrieved November 5, 2006
4. ↑  基督社區 Archive.today的存檔，存档日期2012-07-24聯絡網頁，最後存取日期2006年6月17日。
5. ↑  Religion by Location （页面存档备份，存于）, adherents.com webpage, retrieved June 17, 2006. See also Britsch, R. Lanier, "THE REFOUNDING OF THE LDS MISSION IN FRENCH POLYNESIA, 1892", Pacific Studies, Vol. 3 No. 1, Fall 1979, http://contentdm.lib.byu.edu/PacificStudies/image/9206161932003_91614.pdf#search=%22Members%20Tahiti%20RLDS%22 的存檔，存档日期2006-11-03., web page accessed August 20, 2006.
6. ↑  G-1 Prayers for the Sacrament of the Lord's Supper Archive.today的存檔，存档日期2003-12-11, 2004 World Conference Legislation webpage, retrieved June 17, 2006
7. ↑  Words for the World Fact Sheet Archive.today的存檔，存档日期2005-04-25, webpage, retrieved June 17, 2006